# Хоментовский, Станислав
Стани́слав Хоменто́вский (пол. Stanisław Chomętowski; 13 декабря 1673 — 31 августа 1728) — государственный и военный деятель Речи Посполитой, гетман польный коронный c 1726 года, воевода мазовецкий с 1706 года, в 1725 году стал маршалком надворным коронным.

## Биография
Представитель польского дворянского рода Хоментовских герба «Лис». Родился в 1673 году, сын брацлавского воеводы Марцина Хоментовского и Анны Вержбовской.
С 1696 году староста радомский, с 1706 года староста зволеньский, с 1708 года староста дрогобычский, и злоторийский. Один из верных сторонников Августа Сильного. Один из героев Великой северной войны со шведами. В мае 1704 года принимал участие в Сандомирской конфедерации.
В 1712 году был назначен чрезвычайным послом Речи Посполитой в Оттоманскую Порту, в 1713 году вёл переговоры о высылке из Турции Карла XII. За эту услугу по возвращении из Турции получил вознаграждение в 25 тысяч талеров. Переговоры продолжались с сентября 1713 по 22 апреля 1714 года. В переговорах полякам помогали русский дипломат Пётр Шафиров, австрийский резидент Франц Ансельм Флейшман и французский посол Пьер Пюшо маркиз Дезальер, а также крымский хан Каплан Гирей, подкупленный польским послом Петром Ламарой.
22 апреля 1714 года был подписан договор между Речью Посполитой и Турцией. Турки отказались от намерений пересмотра условий Карловицкого договора от 1699 года, а поляки согласились соблюдать положения русско-турецких договорённостей 1711 года, русские войска должны были быть выведены из польских земель, а Карл XII мог вернуться на родину через польские земли.